# Бджолоїдка вилохвоста
Бджолоїдка вилохвоста (Merops hirundineus) — вид сиворакшоподібних птахів родини бджолоїдкових (Meropidae).

## Поширення
Вид поширений в Субсахарській Африці. Мешкає у саванах та відкритих лісах.

## Опис
Тіло завдовжки 20-22 см. Забарвлення барвисте. Оперення зелене з жовтим горлом, синім коміром і чорною смужкою на оці і скроні. Хвіст роздвоєний, зеленого або блакитного кольору.

## Спосіб життя
Трапляється поодинці або парами. Живиться комахами, на яких полює на льоту. Гнізда облаштовують у тунелях, які риють у піщаних ярах, урвищах та берегах. У кладці 2-4 білих яєць.

## Підвиди
- Merops hirundineus chrysolaimus Jardine & Selby, 1830
- Merops hirundineus heuglini (Neumann, 1906)
- Merops hirundineus furcatus Stanley, 1814
- Merops hirundineus hirundineus